# Westungarische Volksstimme
Die Westungarische Volksstimme war eine anfangs wöchentlich erscheinende deutschsprachige Zeitung der sozialdemokratischen Partei für die arbeitende Bevölkerung in Westungarn.
Die Zeitung erschien von 1902 bis 1918 in Preßburg, dem heutigen Bratislava, im Königreich Ungarn. Inhalt der Zeitung waren politische Berichterstattung, lokale Nachrichten, Informationen zu Vereinen und Versammlungen, sowie Parteinachrichten und Inserate. Anfangs war sie die deutschsprachige Beilage zur Népszava, der sozialdemokratischen überregionalen Tageszeitung in Ungarn. Ab 1903 erschien sie als eigenständige Zeitung. Ab 1910 erschien sie dreimal die Woche. In den Kriegsjahren erschien sie wegen Papierknappheit nur noch zweimal die Woche.
Die erste Ausgabe erschien am 18. März 1902 und die letzte am 31. Oktober 1918. Die Nachfolgerzeitung war die Volksstimme.

## Leitende Redakteure
- Heinrich Kalmár
- ab 29. Juli 1905: Paul Wittich
- ab 23. Mai 1914: Heinrich Kalmár zusammen mit Josef Balham
- ab 22. September 1914: Paul Wittich